# BT-7
BT-7（ベテー・スィェーミ、ロシア語:БТ-7）はソビエト連邦で開発された快速戦車（Быстроходный танк）である。これは騎兵部隊の支援や、長距離侵攻を目的に開発された、BTシリーズの最終型であった。1935年から生産開始され、1940年までに各型合計4600輌 - 5328輌（諸説あり）、うちディーゼルエンジンを搭載したBT-7Mは、すぐ後に同じエンジンを搭載したT-34の生産が始まったため、706 - 788輌と少ない。

## 概要
本車はBT-5の装甲とエンジンを強化、若干大型化したものである。装甲厚も13mmだった正面装甲板が15mmとなり若干増強、後に砲塔の避弾経始が改良されており、車体はリベット接合だったものが、溶接に変更された。これにより、車体の先端（従来は40mm厚の小さな台形の装甲が接合されていた箇所）が20mm鋼板を曲げた形状となった。
砲塔はBT-5同様の後部に張り出しのある円筒型と、1937年から生産された、ハッチが丸みを帯びた形となり、側面装甲が15度傾斜した円錐型があった。後者の改良型である1938年後期型砲塔の後部には、ピストルポートに代わってDT機関銃が装備された。1939年型砲塔からは装填手ハッチに対空機関銃架が装着されている。この砲塔には途中から、45mm戦車砲20Kに代わる新型のM1938 20Kmが搭載されている。
エンジンは第26工場が生産する新型の450馬力M-17Tが搭載され、重量増加を補った。また燃料タンクが容量840リットルに大型化され、航続力も増大した。
BT-7には旧型のような大型円筒形マフラーは使われておらず、最初から金網製カバーの後部から突き出す形の延長型排気管となっている。履帯はBT-5までの物よりピッチ幅の小さい新型となったが、写真では旧型を履いたBT-7や、逆に新型を履いたBT-5も見られ、互換性があった。

## 発展型・BT-7M
当時のソ連軍の軽戦車及び快速戦車は、弱装甲の上にガソリンタンクから引火して撃破されるケースが多く問題となっていた。そこで引火点の高い軽油を用いる戦車用ディーゼルエンジン型が求められ、ドイツのユンカース社が開発した航空機用ディーゼルエンジンが研究用として購入された。しかしソ連の技術者はより軽量なディーゼルエンジンを目指し、イスパノ・スイザ航空機用水冷ガソリンエンジンをベースに、アルミ合金を多用してディーゼル化、これはVD-2と命名された。1936年には4輌のBT-7に搭載して試験が行われ、改良されて（後にT-34に搭載される）V-2となった。1939年6月にはこれを搭載する試作車2輌の試験が開始され、これはBT-7Mとして量産されることとなった。
BT-7Mは外見上、エンジングリルと工具類の配置の違いでそれ以前の型と識別が可能であった。ガソリンエンジン型では円盤型のベンチレーターカバーが付くが、ディーゼルエンジン型では同じ位置に小さな丸く膨らんだカバーがあるだけである。ただし、1940年に生産されたNKVD向けの72輌のBT-7Mは、他の使用車輌との兼ね合いのためか、従来のガソリンエンジンを搭載している。外見上の違いのわかる写真は見当たらないが、おそらく工具類の位置がM型仕様で、エンジングリルが旧型と同じであろうと思われる。
本車の軍への引渡しが開始されたのは1939年12月のことであったが、以前よりノモンハン事件を記録した日本語の書籍では、部隊編成すらされていないはずのBT-7Mが「大量投入され、火炎瓶攻撃が無効となった」とする記述が多かった。しかしロシア側から日本に入ってくる資料では、これを肯定する記述は一切見られない。後に火炎瓶を装備した歩兵や地雷工兵に対しては、梯形隊形で進撃し、攻撃を受ける前列を後列の戦車が援護する戦法で対応、肉薄攻撃をほぼ封殺することに成功している。

## 実戦投入
1939年5 - 9月、BT-7と火力支援型BT-7Aは増援としてノモンハン事件に投入された。前半戦におけるBT-5の損害は予想以上で、BT-7もまた九四式三十七粍砲や75 mm野砲によって同じように撃破された。しかしまとまって投入されたのは戦況が有利になってからの後半戦からのようで、（装甲の強化がどの程度有効であったかは不明であるが）BT-5よりは格段に損害が少なかった。それでも通常型30輌、指揮官型27輌、火力支援型2輌を全損・または損傷大につき後送となっている。特にハチマキ型アンテナの目立つ指揮官向け戦車の損害の比率が大きく、日本陸軍が優先攻撃目標にしたことが窺える。
9月のポーランド侵攻には、BT-2やBT-5、T-26等と共に参加している。
続いて11月からのフィンランドに対する冬戦争にも投入されたが、やはり他のBTシリーズ同様、滑り止めのパターンの無い履帯が雪中での行動に向かないため、活躍できなかった。続く継続戦争の初期にも参加し、フィンランド軍に捕獲使用された車輌の一部は、榴弾砲を搭載したBT-42に改造されている。
1941年のドイツによる侵攻では、あいかわらず乗員の錬度が不足していることや、旧型よりは厚くなったとはいえ装甲も不十分で、多数が撃破され、急速に消耗した。BT-7を捕獲したドイツ軍は、BT-5同様に後方警備用など二線級任務に使用している。1942年になっても一部は使用が続けられていたが、多くの部隊ではT-34によって更新され、生き残りのBTシリーズは、満州国境方面に回された。
1945年の満州侵攻には、ヨーロッパ方面からの新型戦車の展開の遅れもあり、BT-5やT-26と共に久々に実戦投入されている。BT-7は第6親衛戦車軍に三個大隊が配備され、それまでドイツ軍に対しT-34で戦ってきた兵士たちが搭乗、その機動力をもって山岳地帯を走破して部隊の先鋒となり、部隊が表彰される程の活躍を見せて終戦を迎えた。

## バリエーション
BT-2を基に76.2 mm砲を搭載する砲塔に換装した試作車「D-38」を経て、BT-7を基に76.2 mm KT-28榴弾砲を搭載する砲塔に換装した、近接支援型のBT-7A砲兵戦車が1936年から翌年までに155輌量産された。これはノモンハン事件に投入され、対戦車砲対策に必須であると評価された。同口径でより砲身の長いL-11やF-32の搭載型も試作されたが量産されず、これらの砲は新型のT-34やKV用にまわされた。
BTシリーズの実戦投入で問題となった装甲の弱さを是正すべく、BT-7の足回りに台形を組みあわせたような傾斜装甲を被せたBT-SVと、その装甲を倍（正面で25mmから50mmに）にしたBT-SV-2が試作された。これは実験で45mm対戦車砲弾を全て弾き返し、後のT-34の設計に影響を与えた。
また、他のBTシリーズと同様に、火炎放射戦車や近距離支援型や指揮戦車などの数多くの派生型が生産された。
履帯無しの車輪型や化学戦車や水陸両用戦車や橋梁敷設戦車や装甲兵員輸送車型等の、BT-7をベースとした試作車両も存在した。

## 登場作品

### 漫画
『パンプキン・シザーズ』
共和国の主力戦車として登場。キャラ達の回想シーンから前期型ということがわかる。

### ゲーム
『War Thunder』
1937年型がソ連中戦車ツリーに登場。またアップデートでBT-7Mが追加された。
『World of Tanks』
ソ連軽戦車BT-7として登場。
76mm榴弾砲を装備する砲兵仕様車（前記参照）が、ソ連軽戦車BT-7 artilleryとして期間限定配布された。
傾斜装甲を持つ試作車（前記参照）が、ソ連軽戦車BT-SVとして配布/限定販売された。
『トータル・タンク・シミュレーター』
ソビエト連邦の改軽戦車として37年型が登場。